# Haßsiefen
Der Haßsiefen ist ein rechter Nebenfluss der Wupper, die hier im Oberlauf Wipper genannt wird, bei Marienheide-Holzwipper.

## Geographie

### Verlauf
Der Haßsiefen entspringt auf 407 m Höhe südlich der Hofschaft Lienkamp und fließt in südlicher Richtung zunächst verrohrt talwärts. Er erhält Zufluss von einem rechten Zulauf, der auf gleicher Höhe westlich von der Hauptquelle in einem Teich entspringt. Ein weiterer Zulauf kommt von links, dann wird der Bach in zwei Teichen gestaut. Nach Unterquerung der Landesstraße L97 mündet der Bach auf 374 m Höhe westlich von Holzwipper in dem 21 Ha großen Naturschutzgebiet Wipperaue Eulenbecke (Kennung: GM-077, CDDA-Code: 344819) in der Wipper.

### Einzugsgebiet
Das Einzugsgebiet des Haßsiefen wird über Wupper und Rhein in die Nordsee entwässert.
Es grenzt
- im Norden an das des 	Gelben Ahbachs, einem Zufluss der Lingese
- im Osten an das des Wipperzuflusses Zimmerberger Bach
- und im Nordwesten an das des Brandbachzuflusses Rottlandsiefen.

Im Westen dominiert Nadelwald, während im Osten Felder und Wiesen abwechseln. Die  Hofschaft Lienkamp im Norden ist die einzige Siedlung.